# Clavelina meridionalis
Clavelina meridionalis is een zakpijpensoort uit de familie van de Clavelinidae. De wetenschappelijke naam van de soort is voor het eerst geldig gepubliceerd in 1891 door Herdman.